# Alere
Alere Inc. ist ein US-amerikanisches, international operierendes Unternehmen auf dem Gebiet der Medizintechnik mit Sitz in Waltham, Massachusetts. Alere ist einer der führenden Anbieter medizinischer Diagnostika in den Bereichen Blutgasanalyse, Drogentestung, Gynäkologie, Herz- und Gefäßerkrankungen, Infektiologie und Onkologie. Seit 2017 gehört die Firma zu Abbott Laboratories.

## Geschichte
Das Unternehmen wurde 2001 unter dem Namen Inverness Medical Innovations, Inc. gegründet. Im Jahr 2010 wurde sein Name in Alere Inc. geändert.

## Standorte
Alere beschäftigt rund 9.700 Mitarbeiter in diversen Tochterunternehmen. In Amerika ist Alere in den Vereinigten Staaten, Kanada sowie Argentinien, Brasilien und Kolumbien tätig. In Asien ist man in China, Indien, Indonesien, Israel, Japan, Malaysia, Singapur, Südkorea und Taiwan präsent. Auch in Australien, Neuseeland und Südafrika sowie in Westeuropa ist Alere durch Tochterunternehmen vertreten.
In Deutschland hat die Tochtergesellschaft Alere GmbH ihren Sitz in Köln, Nordrhein-Westfalen, sowie Alere Technologies GmbH in Jena, Thüringen. In Österreich befindet sich der Unternehmenssitz in Linz und in der Schweiz in Wädenswil.

## Übernahme durch Abbott
Am 3. Oktober 2017 wurde Alere Inc. durch den Mitbewerber Abbott Laboratories übernommen und fungiert seitdem als Abbott Rapid DX (Diagnostics).